# Skjervøy
Skjervøy is een gemeente in de Noorse provincie Troms. Ze ligt 150 km ten noorden van Tromsø op de grens met de provincie Finnmark en wordt gevormd door de eilanden Arnøya, Kågen, Uløya, Laukøya, Skjervøy en Vorterøya. Met zijn 278 km² is Arnøy het grootste eiland, de meeste inwoners (2000) heeft het kleine Skjervøy. De gemeente telde 2912 inwoners in januari 2017.
Het gemeentewapen werd Skjervøy in maart 1987 toegekend. Het stelt een aalscholver voor, vogel die zoals de inwoners van de gemeente, voor zijn levensonderhoud afhankelijk is van de visvangst.
De gemeente heeft een lange geschiedenis achter de rug. Archeologische vondsten tonen aan dat de streek reeds tijdens de Steentijd door Saami werd bewoond. Lange tijd was het gebied het bezit van de 'Koningen van Skjervøy' een flamboyante handelaarsfamilie die het monopolie van de handel met Bergen bezat. Deze figuur werd door Petter Dass, de bekende Noorse dichter, beschreven.
De kerk van Skjervøy dateert uit 1728 en is de oudste houten kerk van de provincie Troms. De gemeente kwam in de belangstelling van de pers toen Fridtjof Nansen in 1896 met de Fram hier aankwam na een driejarige expeditie in de Noordelijke IJszee.
In de gemeente ligt een deel van het Lyngenfjord.

## Verkeer
Skjervøy is aanleghaven van Hurtigruten, de kustexpress die Bergen met Kirkenes verbindt.
De gemeente is te bereiken via rijksweg 866 die in Sørkjosen van de E6 aftakt. Onderweg passeert men de 2142m lange Maursundtunnel die het vasteland met het eiland Kågen verbindt en de 804m lange Skattørsundet Bru om van Kågen op Skjervøy aan te komen.
Balsfjord · Bardu · Dyrøy · Gratangen · Harstad · Ibestad · Kåfjord · Karlsøy · Kvæfjord · Kvænangen · Lavangen · Lyngen · Målselv · Nordreisa · Salangen · Senja · Skjervøy · Sørreisa · Storfjord · Tjeldsund · Tromsø

Voormalige gemeentes: Berg · Lenvik · Skånland · Torsken · Tranøy